# Dalymount Park
Dalymount Park (Páirc Cnocán Uí Dhálaigh en irlandais) est un stade de football situé à Dublin. Son club résident est le Bohemian FC depuis le début du XXe siècle. 
Il est considéré comme la « maison du football irlandais » car il a accueilli les matchs de l'équipe d'Irlande et les finales de Coupe d'Irlande de football. Le stade a également accueilli des matchs de Coupe d'Europe (C1, C2, C3). Abondamment utilisé des années 1940 jusqu'au début du XXIe siècle le stade est aujourd'hui uniquement le théâtre des matchs à domicile des Bohemians FC.

## Histoire
À ses débuts, Dalymount Park est un potager connu sous le nom de Pisser Dignam's Field jusqu'à son rachat par les Bohemians FC. Dalymount Park accueille son premier match de football le 7 septembre 1901. Le match oppose Shelbourne FC au Bohemians FC devant une affluence de 5 000 spectateurs. Harold Sloan est le premier joueur à y inscrire un but et Bohemians s'impose sur le score de 4 buts à 2. 
En mars 1904, Dalymount accueille son premier match international. Il oppose l'Irlande à l’Écosse. En 1924, la toute jeune république d'Irlande y disputa son premier match face aux États-Unis. 
Dalymount Park, généralement surnommé Dalyer accueille alors environ 40 000 personnes pour les grands matchs. Si la capacité du stade n'est pas remise en question, la question des normes de sécurités est cependant débattue.   
L'affluence record est établie le 19 mai 1957 quand 48 000 personnes assistent au match Irlande-Angleterre. À peu de chose près, il y a le même nombre de spectateurs pour le match du premier tour de la Coupe d'Europe des clubs champions entre les Shamrock Rovers et Manchester United. 
Le record d'affluence pour une finale de Coupe d'Irlande de football est de 45 000 spectateurs quand les Shamrocks s'imposèrent devant les Bohemians en 1945. Le stade voit également les débuts internationaux de nombreux joueurs irlandais parmi lesquels figurent Liam Brady et Johnny Giles. 
Dans les années 1980, Dalymount Park est mis de côté et remplacé par Lansdowne Road, qui est plus récent et dispose d'une plus grande capacité. En février 1985, quand l'Irlande affronte l'Italie, championne du monde en titre il est évident que le stade n'a plus les moyens d'accueillir 40 000 personnes. La capacité du stade est alors réduite à 22 000 places. 
Par la suite, il n'accueille qu'en de très rares occasions des matchs internationaux. Le dernier match de l'équipe d'Irlande dans ce stade a lieu en 1990 lors du match amical Irlande-Maroc. En 1990, la finale de la Coupe d'Irlande est organisée à Lansdowne Road et non à Dalymount Park. Le stade accueille la finale à rejouer en 1996 ainsi que celle de 1997 et 1998. Mais de 1999 à 2003, les finales ont lieu à Tolka Park. Depuis 2004, c'est à nouveau Lansdowne Road qui accueille les finales. 

### Nouvelle restructuration
Dalymount Park a été racheté par le Dublin City Council en 2005.
le 15 février 2021 le Dublin City Council annonce le déblocage d'un budget de 918 750 euros pour commencer la reconstruction du stade. Une fois rénové, il est prévu que le stade devient le terrain de deux clubs, les Bohemians qui restent sur leur terrain historique et le Shelbourne Football Club. 
En juillet 2021 les travaux de restructuration du stade débutent. L'objectif est de faire un stade moderne de 6000 places toutes assises répondant aux critères 3 étoiles de l'UEFA. Les travaux commencent par la destruction du toit de la tribune Des Kelly